# Strangalia svihlai
Strangalia svihlai là một loài bọ cánh cứng trong họ Cerambycidae.